# اولاد جلال
اولاد جلال (به عربی: أولاد جلال) یک شهرداری در الجزایر است که در استان بسکره واقع شده‌است. اولاد جلال ۶۵٬۰۰۰ نفر جمعیت دارد.